# Елена от Авалор
„Елена от Авалор“ (на английски: Elena of Avalor) е американски компютърно анимиран приключенски телевизионен сериал, в който се излъчва по Disney Channel от 22 юли 2016 г., и се премества по Disney Junior на 14 юли 2018 г. Сериалът включва Ейми Кареро като гласа на латинската принцеса Елена.
През юли 2020 г., Дисни обяви, че сериалът ще завърши след три сезон. Последният епизод е излъчен на 23 август 2020 г.

## В България
В България сериалът е излъчен на 29 октомври 2016 г. по Дисни Ченъл.
| Роля            | Изпълнител              |
| --------------- | ----------------------- |
| Елена           | Яна Янчева              |
| Наоми Търнър    | Балена Ланджева         |
| Франсиско       | Стефан Стефанов         |
| Канцлер Естебан | Момчил Степанов         |
| Скайлър         | Александър Хаджиангелов |
| Крал Хектор     | Петър Върбанов          |
| Други гласове   | Георги-Маноел Димитров  |

| Обработка              | Александра Аудио |
| ---------------------- | ---------------- |
| Изпълнителен продуцент | Васил Новаков    |
| Режисьор на дублажа    | Симона Нанова    |